# Seznam avstrijskih kolesarjev
Seznam avstrijskih kolesarjev.

## B
- Max Bulla
- Matthias Brändle

## C
- Adolf Christian

## E
- Bernhard Eisel

## G
- Michael Gogl
- Felix Großschartner

## H
- René Haselbacher

## K
- Rainer Kepplinger
- Bernhard Kohl
- Patrick Konrad

## L
- Peter Luttenberger

## M
- Gregor Mühlberger

## P
- Hermann Pernsteiner
- Lukas Pöstlberger
- Georg Preidler

## R
- Thomas Rohregger

## S
- Christoph Strasser

## T
- Georg Totschnig

## W
- Peter Wrolich

## Z
- Riccardo Zoidl